# Més enllà dels dos minuts infinits
Més enllà dels dos minuts infinits (japonès: ドロステのはてで僕ら) és una pel·lícula de comèdia de ciència-ficció japonesa del 2020 escrita per Makoto Ueda i dirigida per Junta Yamaguchi en el seu debut com a director. S'ha doblat i subtitulat al català. Es pot veure a la plataforma Filmin.cat.

## Sinopsi
Tornant al seu apartament després d'acabar la jornada, en Kato, propietari del Cafè Phalam, es veu a si mateix parlant-se des de la pantalla del seu ordinador: "Soc el jo del futur. Dos minuts en el futur". La pantalla de casa seva i la de l'ordinador del cafè estan connectades d'alguna manera. En Kato torna al seu establiment i, amb els seus clients habituals, comença a explorar aquest fenomen.

## Repartiment
- Kazunari Tosa
- Riko Fujitani
- Masashi Suwa
- Yoshifumi Sakai
- Haruki Nakagawa
- Munenori Nagano
- Takashi Sumita
- Chikara Honda
- Aki Asakura

## Producció
La pel·lícula es va rodar durant set dies en un cafè de Kyoto per membres de la companyia de teatre Europe Kikaku. La pel·lícula, que s'edita per semblar com si s'hagués rodat en pla seqüència, és un exemple de nagamawashi, un microgènere de pel·lícules japoneses d'un sol pla de baix pressupost que han guanyat popularitat després de l'èxit de Kamera o Tomeru na! el 2017.